# Mistrzostwa Świata w biegu 24-godzinnym 2015
11. Mistrzostwa Świata w biegu 24-godzinnym 2015 – zawody lekkoatletyczne, które odbyły się 11 i 12 kwietnia 2015 w Turynie.
Polska drużyna kobiet zdobyła brązowy medal, a w rywalizacji mężczyzn Paweł Szynal srebrny medal indywidualnie.

## Medaliści
|                         | 1. miejsce                                                            | Rezultat   | 2. miejsce                                                             | Rezultat   | 3. miejsce                                                                   | Rezultat   |
| Mężczyźni indywidualnie | Florian Reus                                                          | 263,899 km | Paweł Szynal                                                           | 261,181 km | Robbie Britton                                                               | 261,140 km |
| Mężczyźni drużynowo     | Wielka Brytania 1. Robbie Britton · 2. Pat Robbins · 3. Steve Holyoak | 770,777 km | Australia 1. Matthew Eckford · 2. Ewan Horsburgh · 3. Michael Thwaites | 752,665 km | Niemcy 1. Florian Reus · 2. Günter Marhold · 3. Stefan Stu Thoms             | 745,075 km |
| Kobiety indywidualnie   | Katalin Nagy                                                          | 244,495 km | Traci Falbo                                                            | 239,740 km | Maria Jansson                                                                | 238,964 km |
| Kobiety drużynowo       | Stany Zjednoczone 1. Katalin Nagy · 2. Traci Falbo · 3. Maggie Guterl | 720,046 km | Szwecja 1. Maria Jansson · 2. Annika Nilrud · 3. Torill Fonn           | 684,981 km | Polska 1. Patrycja Bereznowska · 2. Aleksandra Niwińska · 3. Agata Matejczuk | 678,468 km |

## Reprezentacja Polski

### Mężczyźni
Drużyna mężczyzn zajęła 6. miejsce z wynikiem 727,221 km
| Miejsce | Zawodnik            | Klub               | Rezultat   |
| 2.      | Paweł Szynal        | LKS Olymp Błonie   | 261,181 km |
| 32.     | Ireneusz Czapiga    | TS AKS Chorzów     | 233,907 km |
| 36.     | Andrzej Radzikowski | LKS Olymp Błonie   | 232,133 km |
| 37.     | Tomasz Kuliński     | WKB Meta Lubliniec | 231,018 km |

### Kobiety
Drużyna kobiet zajęła 3. miejsce z wynikiem 678,468 km
| Miejsce | Zawodniczka          | Klub             | Rezultat   |
| 5.      | Patrycja Bereznowska | AZS AWF Katowice | 233,395 km |
| 10.     | Aleksandra Niwińska  | AZS AWF Katowice | 225,989 km |
| 14.     | Agata Matejczuk      | KS Alaska Łódź   | 219,084 km |
| 91.     | Dorota Szeszko       | AZS AWF Katowice | 142,133 km |